# 城市／溺愛論
《城市／溺愛論》為日本二人組合近畿小子成員堂本剛首張發行的個人單曲，全部由本人擔綱作詞、作曲、製作。初回版有「白版」及「黑版」，而通常版發行了3種的CD封面。於2002年5月29日由傑尼斯娛樂唱片公司發行。

## 解説
城市為堂本剛主演電視劇《夢想加州》的主題曲，是首注入了強烈情感的敘事曲，曲中有種哀傷、痛苦的感覺，但歌詞裡卻流露出人類堅強及生存的意義。 溺愛論以女性角度入手填詞，描述了女性對愛戀的強烈思想，當時引起了不少回響。
整張單曲突顯出堂本剛獨特的音樂風格、思想和理念等，突破了他原本身為傑尼斯偶像的框架，表演出他個人的創作力。

## 名稱
- 日語原名：街／溺愛ロジック
- 中文意思：城市／溺愛logic
- 香港正東譯名：--
- 台灣艾迴譯名：城市／溺愛論

## 收錄歌曲

### 初回版
1. 城市
TBS電視台連續劇『夢想加州』主題曲　
  - 作詞：堂本剛
  - 作曲：堂本剛
  - 編曲：新川博
2. 溺愛論（溺愛ロジック）
  - 作詞：堂本剛
  - 作曲：堂本剛　
  - 編曲：白井良明
3. 如我所說的溫柔…（僕が言う優しさとか…）
  - 作詞：堂本剛
  - 作曲：堂本剛　
  - 編曲：林部直樹／堂本剛

### 通常版
1. 城市
2. 溺愛論